# Geerten Meijsing
Geerten Jan Maria Meijsing (Eindhoven, 9 augustus 1950), pseudoniem Eefje Wijnberg, is een Nederlands schrijver en vertaler.

## Leven en werk
Geerten Meijsing bracht zijn jeugd door in Haarlem en was daar leerling van het Triniteitslyceum en het Stedelijk Gymnasium. Hij richt halverwege  jaren zestig samen met o.a. Kees Snel het schrijvers- en filmerscollectief Joyce & Co. op (een verwijzing naar de Parijse uitgever van J. Joyce's Ulixis 'Shakespeare & Co.'). Onder de naam Joyce & Co. verscheen tussen 1974 en 1986 een drietal romans, die tezamen de 'Erwin-trilogie' worden genoemd: Erwin (1974), Michael van Mander (1979) en Cecilia (1986). Deze trilogie werd ooit beschreven als een romantisch-decadente propositie over de verveling en de condities van het schrijverschap en als een encyclopedische roman over narcisme (literatuur: Erwin), vriendschap (schilderkunst: Michael van Mander) en liefde (muziek: Cecilia). 
Onder zijn eigen naam kreeg Meijsing in 1988 voor Veranderlijk en wisselvallig de AKO Literatuurprijs. Het vervolg, Altijd de vrouw, werd voor dezelfde prijs genomineerd. Tussen mes en keel won in 1999 de Gouden Uil en werd genomineerd voor de Libris Literatuur Prijs. Voor Dood meisje ontving hij nominaties voor zowel de Gouden Uil als de Libris-prijs. In 2005 verscheen een dubbelroman samen met zijn zus Doeschka Meijsing genaamd Moord & Doodslag. In dit boek komt zus Andrea (Doeschka) op bezoek bij broer Timbeer (Geerten) in Syracuse (Italië). In 2007 publiceerde Meijsing zijn roman Siciliaanse Vespers, waarin zijn alter ego Erik Provenier wederom ten onder gaat aan een tragische liefde. In dit boek is het jeugdliefde Wolf met wie Provenier een road trip down memory lane door zijn geliefde Italië beleeft, alvorens haar te verliezen aan literair handelsreiziger Jochem Suckert.
In 1972 was Geerten Meijsing samen met Kees Snel, Frans Verpoorten jr., Peter J. Muller en Coen van der Linden een van de oprichters van het Bob Evers Genootschap.

## Eefje Wijnberg
Onder het pseudoniem Eefje Wijnberg publiceerde Meijsing in 1981 de roman Een meisjesleven. Het was Meijsings bedoeling dat de roman veel opschudding zou veroorzaken en een bestseller zou worden, zonder dat hij zelf als auteur in beeld kwam. Deze opzet mislukte: de media hadden al snel door wie er achter het pseudoniem zat en de roman haalde geen hoge verkoopcijfers. De tweede druk verscheen in 1990 onder Meijsings eigen naam, nadat hij in 1988 de AKO Literatuurprijs had gewonnen. Eefje zou als personage terugkeren in een aantal romans van Meijsing.
De naam 'Eefje Wijnberg' is een verwijzing naar Everdina Huberta baronesse van Wijnbergen, de eerste echtgenote van Multatuli. Samen met Meijsings romans Veranderlijk en wisselvallig (1987) en Altijd de vrouw (1991) vormt Een meisjesleven een trilogie.

## Geerten Meijsing Genootschap
In augustus 2010 werd bij de zestigste verjaardag van Meijsing door een aantal sympathisanten een genootschap rond de schrijver opgericht, dat de naam 'Vrienden van de Vorm' kreeg. Daarmee werd Meijsing in navolging van Willem van den Hout, de schrijver van de Bob Evers serie, een tweede Nederlandse nog levende auteur met een eigen genootschap. In maart 2011 is dit genootschap geformaliseerd in een stichting die ten doel heeft 'het bevorderen van de aandacht voor het werk van de schrijver Geerten Meijsing, het ondersteunen van de schrijver om het creëren van nieuw werk mogelijk te maken en verder al hetgeen met een en ander rechtstreeks of zijdelings verband houdt of daartoe bevorderlijk kan zijn, alles in de ruimste zin van het woord.'
Op 5 oktober 2012 (veertig jaar na 5 oktober 1972), werd in Haarlem de jubileum Erwindag in Haarlem gevierd met een bijeenkomst met Meijsing zelf. Ter gelegenheid daarvan verscheen een tweetal nieuwe uitgaven: Eerste doden, laatste woorden, dat een fragment bevat van een voorgenomen roman van Meijsing, alsmede een bijzonder drukwerk over de conceptie van de Erwin-trilogie, met aantekeningen uit Meijsings werkboek.

## Vertalingen
- 1972 - William S. Burroughs - Naakte lunch, vertaling uit het Engels: The naked lunch (1959) ISBN 9029001739
- 1973 - Emmett Grogan - Ringolevio. Spel van leven en dood, vertaling uit het Engels: Ringolevio, A Life Played for Keeps (1972) ISBN 9026957181
- 1973 - Jack Kerouac - Wildernis. Big Sur, vertaling uit het Engels: Big Sur (1962) ISBN 9026957262
- 1975 - Charles Baudelaire - Arm België, vertaling uit het Frans: Pauvre Belgique (1864) ISBN 902950160X
- 1975 - Div. auteurs - Vijf verhalen uit de Franse zwarte romantiek, vertaling uit het Frans: François-René de Chateaubriand, René (1802); Petrus Borel, Champavert (1833); Gustave Flaubert, Novembre (1842); Jules Barbey d'Aurevilly, Le Bonheur dans le crime (1874); Marcel Proust, La confession d'une jeune fille (1896) ISBN 9025305385
- 1975 - Zelda Fitzgerald - Mag ik de wals?, vertaling uit het Engels: Save Me the Waltz (1932) ISBN 9025464408
- 1978 - Fr. Rolfe – Hadrianus VII, vertaling uit het Engels: Hadrian the Seventh (1904) ISBN 9029535938
- 1981 - Richard Gilman - Decadentie. De merkwaardige geschiedenis van een etiket, vertaling uit het Engels: Decadence. The strange life of an epithet (1975) ISBN 9029518049
- 1981 - Stendhal - Brieven. Een keuze uit de correspondance, vertaling uit het Frans: Correspondance (1927) ISBN 9029546727
- 1982 - Palinurus - Het rusteloze graf, vertaling uit het Engels: The Unquiet Grave (1944) ISBN 9029233192
- 1984 - Norman Douglas - Terugblik, vertaling uit het Engels: Looking back (1934) ISBN 9029513136
- 1985 - Marcel Proust - Brieven 1885-1905, vertaling uit het Frans: Correspondance de Marcel Proust I-VI (1926 ff.) ISBN 9029534133
- 1986 - Gobineau - De rode zakdoek, gevolgd door Adélaïde, vertaling uit het Frans: Le mouchoir rouge (1872); Adélaïde (1869) ISBN 9029516704
- 1986 - Fr. Rolfe – Brieven uit Venetië, vertaling uit het Engels: The Venice letters (1974) ISBN 9020422456
- 1987 - Andrew Holleran – Arubaanse nachten, vertaling uit het Engels: Nights in Aruba (1983) ISBN 9020427180
- 1988 - Paul Morand – Venetiës, vertaling uit het Frans: Venises (1971) ISBN 9029531967
- 1989 - Annie Ernaux – Een vrouw, vertaling uit het Frans: Une femme (1987) ISBN 9029515678
- 1989 - George Gissing – De intieme geschriften van Henry Ryecroft, vertaling uit het Engels: The private papers of Henry Ryecroft (1903) ISBN 9029517409
- 1990 - Joris-Karl Huysmans – Uit de diepte, vertaling uit het Frans: Là-Bas (1891) ISBN 9029522186
- 1990 - Frédéric Vitoux – Gioacchino Rossini, vertaling uit het Frans: Gioacchino Rossini (1982) ISBN 9029254238
- 1998 - Gianni Farinetti – In de beste families, vertaling uit het Italiaans: Un delitto fatto in casa (1996) ISBN 9029516186
- 2012 - Pietro Aretino - Wellustige sonnetten, vertaling uit het Italiaans: Sonetti Lussuriosi (1524) (met Jan-Paul van Spaendonck en Jimi Dams)